# Kalksteinbruch Langenberg
Koordinaten: 51° 54′ 6,8″ N, 10° 30′ 15,8″ O

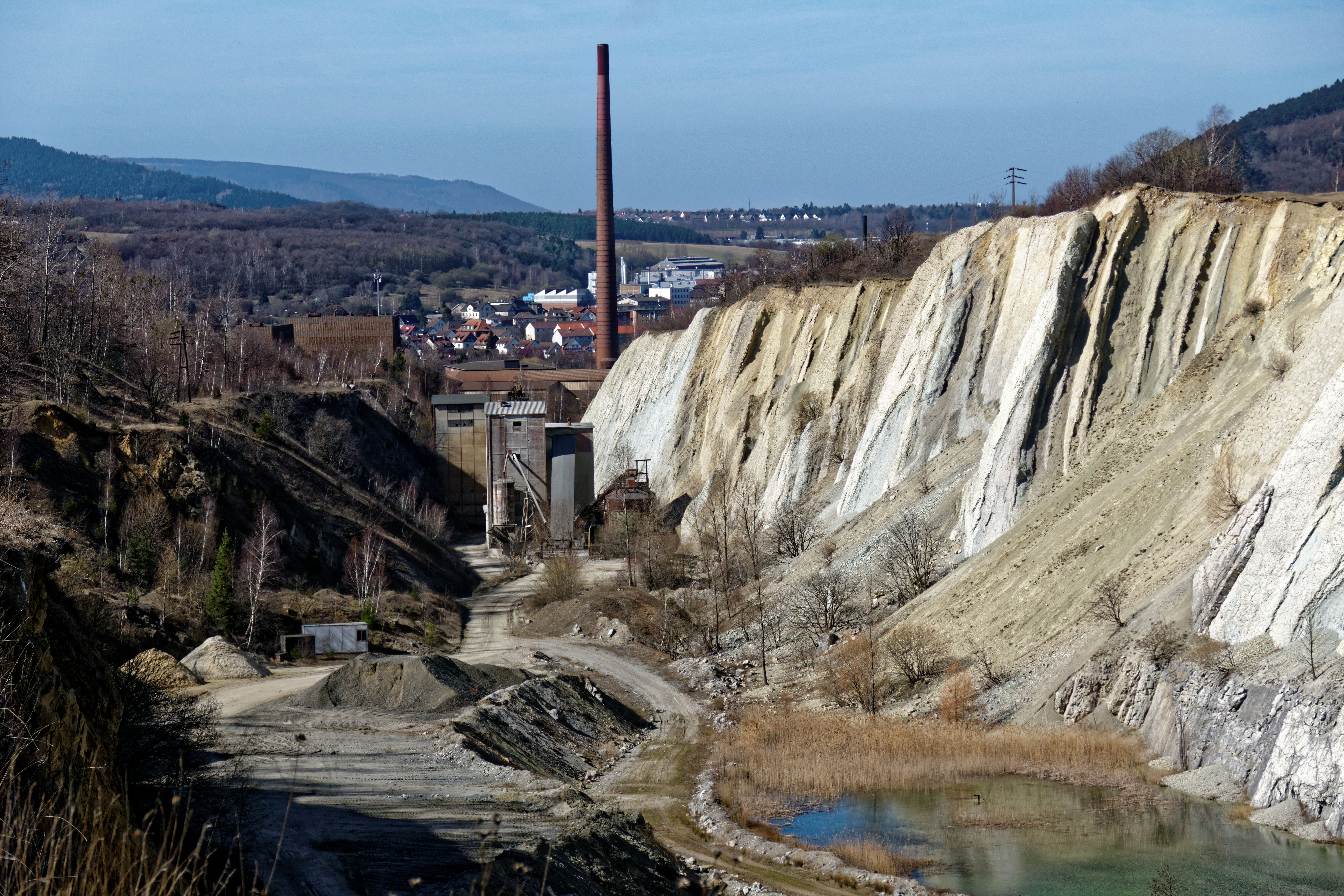
Kalkwerk von Osten aus

Der Kalksteinbruch Langenberg ist ein zwischen 1871 und 1985 betriebener Steinbruch zwischen den Ortsteilen Harlingerode und Göttingerode der Stadt Bad Harzburg und dem Ortsteil Oker der Stadt Goslar im Landkreis Goslar in Niedersachsen. Er zählt durch die Entdeckung des Europasaurus im Jahre 1999 und der Aufdeckung vieler weiterer Funde zu den wichtigsten Fundstellen mesozoischer Fossilien in Europa. 
Das abbauende Unternehmen Rohstoffbetriebe Oker GmbH & Co. produziert als Kalkwerk Oker bis heute Baustoffe und Düngekalke.

## Geologie

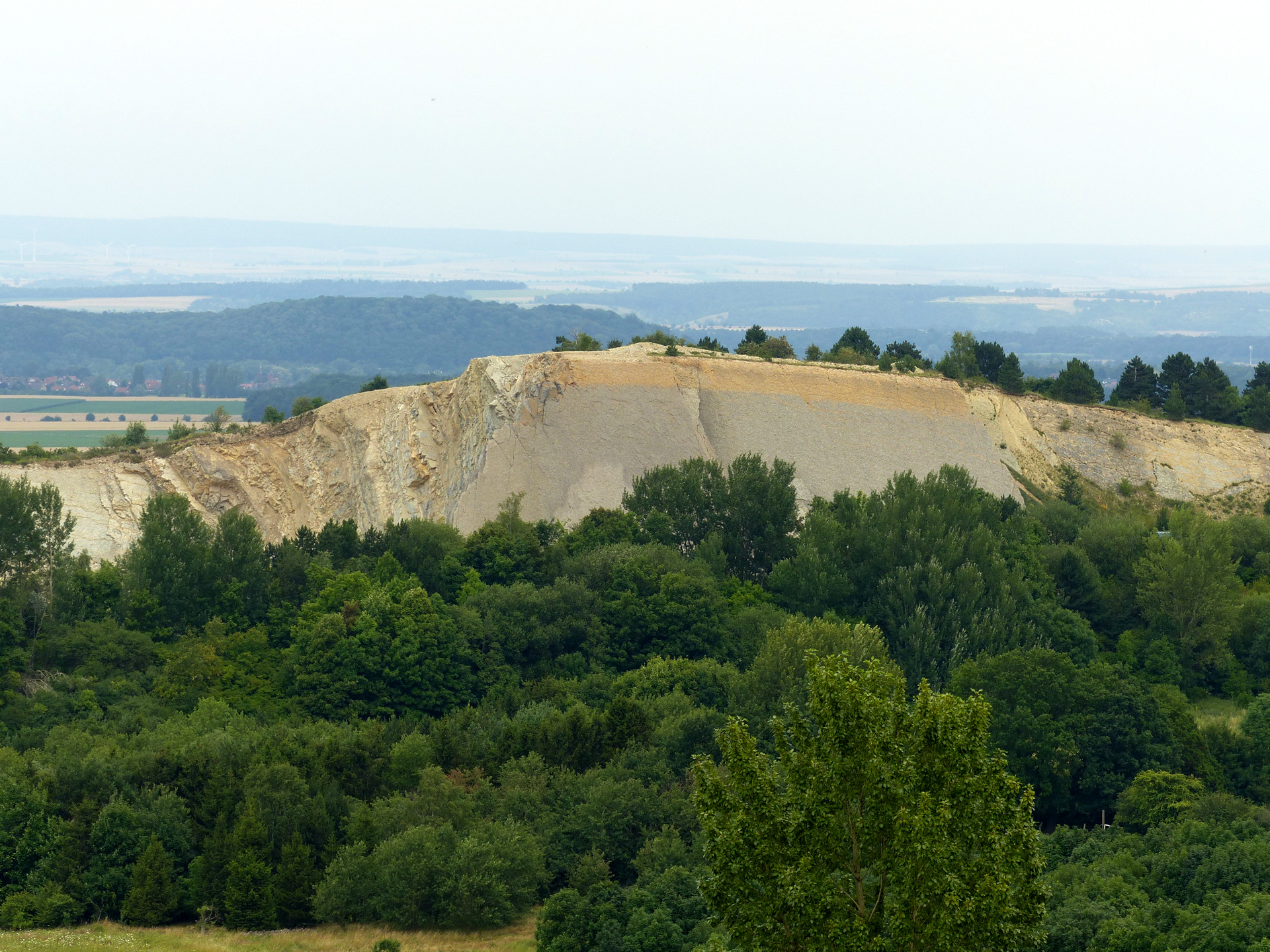
Blick von Süden (vom Harz aus) auf den Steinbruch, mit großflächig aufgeschlossenen Schichtunterseiten

Fritz Petzholdt: Kalksteinbruch Langenberg (1830)

Das Steinbruchgelände befindet sich wenige Kilometer nördlich der Harznordrandstörung, einer geologischen Störung mit Aktivierungszeitraum in der Unterkreide. Diese kann zusammen mit dem Langenberg als Teil der direkten Südgrenze des Norddeutschen Tieflands betrachtet werden.
Im Kalksteinbruch stehen überkippte Schichten des Oberjura an, die biostratigraphisch anhand von Foraminiferen und Ostrakoden auf den Zeitraum frühes Oxfordium bis spätes Kimmeridgium (ca. 160 bis 150 Millionen Jahre vor heute) datiert wurden. Das Einfallen der Schichten beträgt etwa 70° Süd, das heißt, die Schichten sind aus der Horizontalen um 110° nach Norden rotiert worden. Im Steinbruch ist eine Abfolge vom oberen Teil des Unteren Korallenoolith bis zum Oberen „Kimmeridge“ (Obere Süntel-Formation) aufgeschlossen. Die Mächtigkeit der aufgeschlossenen Abfolge beträgt annähernd 200 m. Die Abfolge wurde durchweg flachmarin abgelagert und setzt sich aus Oolith, der partiell eisenhaltig ist und teilweise Onkoide enthält, Ton- und Mergelsteinen und Kalksteinen sowie dolomitischen Kalksteinen zusammen. Eine genaue lithologische Beschreibung gibt Fischer (1991).
Der Makrofossilinhalt der Jura-Schichten besteht überwiegend aus Schalen und teils als Steinkerne überlieferten Gehäusen wirbelloser Meerestiere, vor allem von Muscheln (im Korallenoolith oft Austern), Schnecken und Armfüßer, seltener von Korallen, Moostierchen, Seeigeln und schalentragenden Kopffüßern. In den mergeligen Lagen der Süntel-Formation ist das Spurenfossil Thalassinoides relativ häufig. In einer Schicht dieser Formation sind neben Knochenfischen überdies zahlreiche Einzelknochen, teilweise sogar unvollständige Skelette von Landwirbeltieren überliefert, darunter Schildkröten und Sauropoden, speziell der „Zwergsauropode“ Europasaurus. Sie sind wahrscheinlich durch Flüsse von nahe gelegenen Inseln aus in das Vorharz-Jurameer eingetragen worden.

## Geschichte

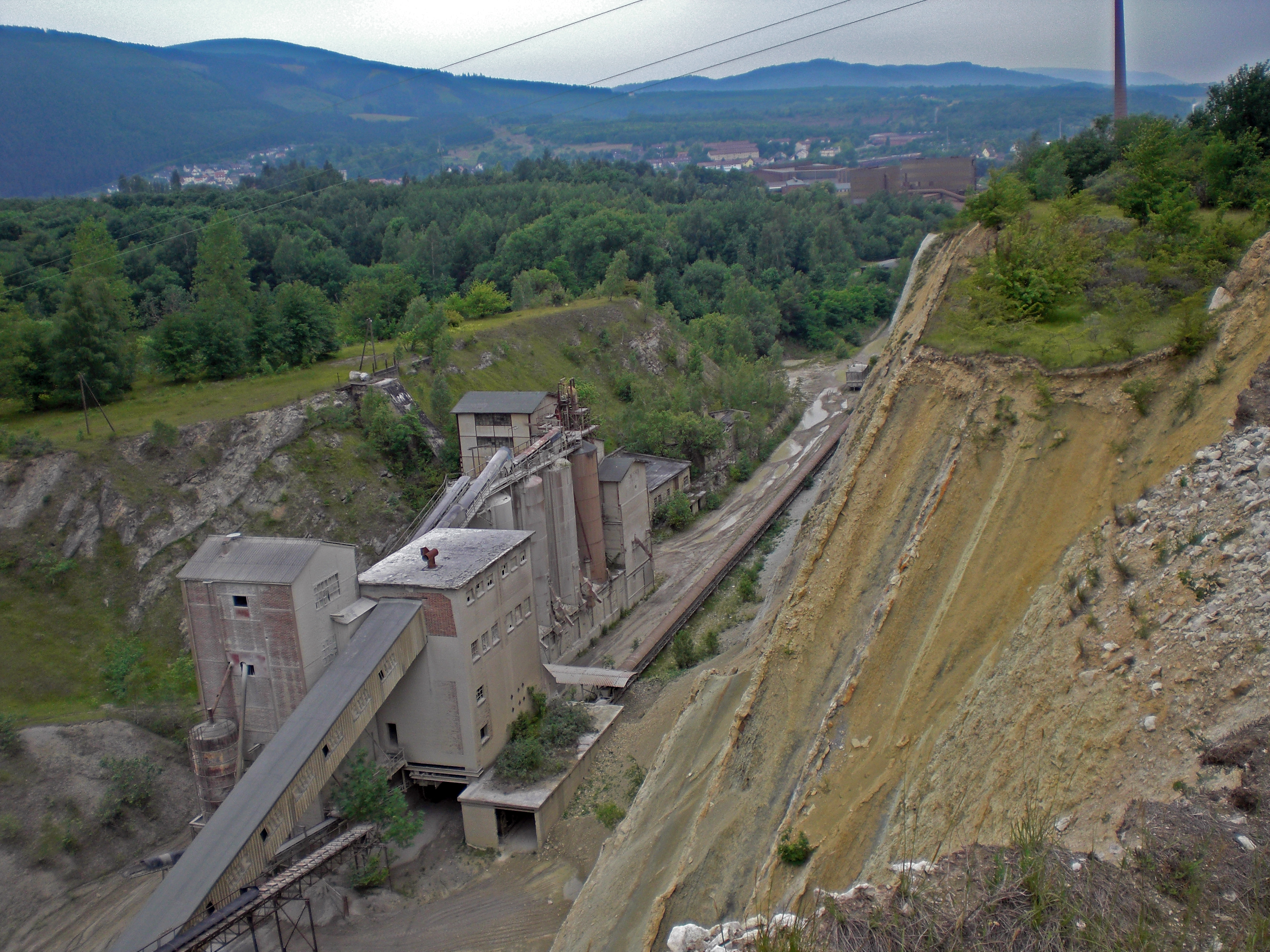
Kalkwerksgelände

### Frühgeschichte des Kalkwerks Oker
Das Kalkwerk wurde im Jahre 1871 als Familienunternehmen gegründet. Ihr Ertrag war zunächst mäßig, so musste der Kalk in mühsamer Kleinarbeit abgebaut und mit Pferdegespannen über drei Kilometer zum nächsten Bahnhof transportiert werden. Der damalige Alleininhaber Adolph Willikens sen. ließ die Firma am 1. Mai 1923 in die Aktiengesellschaft Adolph Willikens Aktiengesellschaft umwandeln. Das Unternehmen wurde in den 1930er- und 1940er-Jahren ausgebaut, so wurden die Anlagen zur Herstellung von ungelöschtem und gelöschtem Baukalk umgebaut und zwei neue Hochleistungs-Schachtöfen eingerichtet.
Die Anlage überstand den Zweiten Weltkrieg unbeschadet. Es wurden weitere Investitionen getätigt, die unter anderem die Einrichtung eines Bahnanschlusses für den nun vor Ort gebrannten gelöschten Kalk umfassen. Die 1948 von der Firma Preuße errichtete Betonablage verfügte von einer Abfüllgeschwindigkeit von 500 Sack/Stunde.
Mit der Schließung der Grube Hansa im Jahre 1960, dessen östlich gelegener Bergbaubetrieb einen weiteren Kalkabbau verhinderte, trat ein Kurswechsel ein. Im selben Jahr wurde der Steinbruchbetrieb von der neugegründeten Firma Rohstoffbetriebe Oker GmbH & Co. übernommen, die anschließend das Grubengelände der Grube Hansa am südlichen Langenberg zum Jahreswechsel 1960/61 erwarb. Die Schachtöfen des Betriebs wurden zu modernen Ringschachtöfen umgebaut, die nunmehr mit Schweröl statt mit Koks als Brennstoff betrieben wurden. Zudem wurde ein durch gestiegene Ansprüche der Kunden ein Qualitätsprüflabor eingerichtet, das den Kalk entsprechend der Baukalknorm DIN 1060 untersuchte.

### Ende der Abbruchphase
Zeitgenössische Planungen sahen in den 1960er-Jahren vor, das Abbruchgelände jenseits der Verbindungsstraße Harlingerode-Göttingerode nach Osten bis zum Ortsrand von Schlewecke zu erweitern. Es wäre dabei unter der Verbindungsstraße ein Tunnel gebohrt worden, durch den der Kalk weiter zum westlich gelegenen Werk befördert worden wäre. Die Ausführung dieses Plans hätte bis ca. 2010 eine etwa 200 Meter breite Schneise bis an den Schlewecker Ortsrand durch den Langenberg geschnitten. Die Gemeinde Harlingerode, auf deren Gebiet der Steinbruch vollständig lag und zu der auch das südlich gelegene Göttingerode gehörte, zeigte sich grundsätzlich interessiert. Der Landkreis Goslar lehnte die Erweiterung des Kalkabbaus am 7. Juli 1976 jedoch ab; diese Entscheidung wurde jedoch vom Verwaltungsgericht Braunschweig am 29. Juni 1982 revidiert. Infolgedessen wurde durch den Ausschuss für Umweltschutz des Landkreises Goslar am 23. Mai 1984 die Einrichtung des Naturschutzgebietes Östlicher Langenberg beschlossen. Bekräftigt wurde diese Entscheidung durch ein Urteil des Niedersächsischen Oberverwaltungsgerichts in Lüneburg vom 6. Juni 1985, das den Abbau am östlichen Langenberg untersagte.
Infolgedessen gab das Kalkwerk im Dezember 1985 die Schließung des Werkes bekannt. Folgenutzungen als Mülldeponie oder eine eventuelle Reaktivierung des Kalksteinabbaus nach Norden mit einer Kapazität für weitere 20 Jahre wurden erwogen, letztlich jedoch nicht realisiert. Das Unternehmen fokussierte sich stattdessen ab 1992 auf den Kiesabbau im Steinfeld am Nordrand der Harlingeröder Feldmark.

### Fossilienfund 1999
Der Privatsammler Holger Lüdtke entdeckte im Februar 1999 im Kalkbruch Stücke eines versteinerten Skeletts. Durch eine Inspektion des Landesmuseums Hannover stellte sich heraus, dass der Fund eine paläontologische Sensation darstellt. Es wurden bei dieser ersten Überprüfung sowohl versteinerte Pflanzenfresser als auch Raubsaurier identifiziert. Eine weitere Untersuchung im August 1999, durchgeführt von einer Kommission des Dinosaurier-Parks Münchehagen und dem Geologischen Institut der Leibniz Universität Hannover von etwa 40 Tonnen Kalk ergab, dass in den Oberjuraschichten weitere Funde angenommen werden können.
Durch die Geschehnisse wurden Forderungen laut, in denen es um die Errichtung eines Freilichtmuseums Juramuseum Harz ging. Inspiriert vom bestehenden Geschäftsmodell im Dinosaurier-Park Münchehagen wurde überlegt, plastische Rekonstruktionen von Dinosauriern einzusetzen, zusammen mit einer Strandlandschaft mitsamt Unterwassertunnel. Diese Überlegungen ebbten jedoch nach etwa 2005 ab.